# Canon EOS 1100D
Canon EOS 1100D (EOS Kiss X50 v Japonsku, EOS Rebel T3 v USA a Kanadě) je digitální zrcadlovka, představená firmou Canon 7. února 2011. Spolu s EOSem 1000D patří 1100D do vstupní řady rodiny zrcadlovek Canon EOS. Vzhledem k jeho předchůdci 1000D je to první Canon EOS této řady s funkcí natáčení videa. Je to také první EOS, který se vyrábí v Číně a nikoli v Japonsku.

## Vlastnosti
- 12 megapixelový CMOS snímač
- Průvodce funkcí na obrazovce
- Pořizování videozáznamů v rozlišení HD
- Citlivost ISO 100 až 6400
- 63zónové měření expozice iFCL
- 6,8cm (2,7palců) obrazovka s 230 000 body
- Kompatibilita se všemi objektivy řad EF a EF-S
- Sériové snímání rychlostí:
  - až 3 snímky za sekundu pro 830 JPEG snímků
  - až 2 snímky za sekundu pro 5 RAW snímků